# 世界大学選手権
世界大学選手権または世界学生選手権（World University Championships）は、大学生を対象としたスポーツの国際大会である。

## 概要
主にFISUワールドユニバーシティゲームズに含まれていない競技を対象として偶数年に開催。主催は各国際競技連盟が行う。

## 主な大会
- 世界学生アーチェリー選手権大会
- 世界大学オリエンテーリング選手権
- 世界学生バドミントン選手権大会
- 世界大学野球選手権大会
- 世界大学ビーチバレー選手権大会
- 世界学生ボクシング選手権
- 世界大学ブリッジ選手権大会
- 世界大学チェス選手権大会
- 世界大学クロスカントリー選手権大会（英語版）
- 世界大学自転車競技選手権大会
- 世界大学馬術選手権大会
- 世界大学フラットウォーターカヌー選手権大会
- 世界大学フロアボール選手権大会
- 世界大学フットサル選手権大会
- 世界大学ゴルフ選手権大会
- 世界学生ハンドボール選手権大会
- 世界学生ホッケー選手権大会
- 世界大学空手道選手権大会
- 世界大学マッチレース選手権大会
- 7人制ラグビー世界大学選手権
- 世界大学ソフトボール選手権大会
- 世界大学テコンドー選手権大会
- 世界学生ウエイトリフティング選手権大会
- 世界学生レスリング選手権大会
- 世界学生柔道選手権大会（現在は休止）